# Claus Wischner

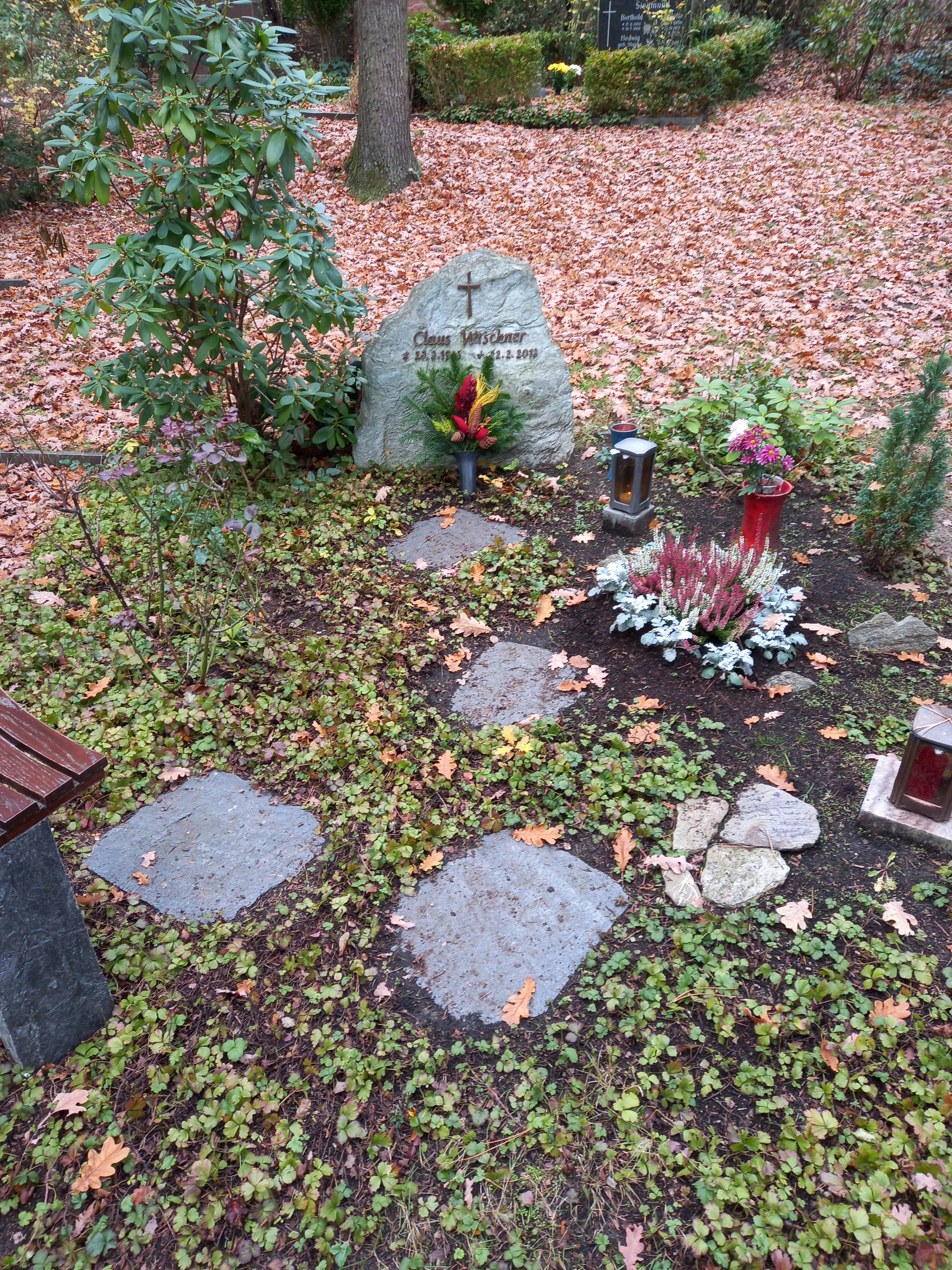
Das Grab von Claus Wischner auf dem Friedhof der St.-Matthias-Gemeinde in Berlin-Tempelhof

Claus Wischner (* 28. März 1935 in Berlin; † 22. Februar 2013 ebenda) war ein deutscher Politiker (CDU) und Staatssekretär in Berlin in den Senaten Weizsäcker und Diepgen I.
Nach dem Schulbesuch absolvierte Wischner eine Maurerlehre und anschließend von 1957 bis 1960 eine Ausbildung zum Sozialarbeiter. Ab 1961 war er in der Familienfürsorge im Bezirk Steglitz beschäftigt. Von 1993 bis 2000 war er Berliner Landesvorsitzender im Sozialverband VdK Deutschland.

## Politik
Wischner gehört der CDU seit 1959 an. Er wurde 1967 für seine Partei in die Bezirksverordnetenversammlung Tempelhof gewählt, der er bis 1971 angehörte. Anschließend erhielt er ein Mandat im Berliner Abgeordnetenhaus, das er bis Ende September 1981 und erneut von 1989 bis 1991 innehatte. Wischner engagierte sich insbesondere in der Sozialpolitik. Von 1981 bis 1985 amtierte er als Staatssekretär in der Senatsverwaltung für Gesundheit und Soziales.

## Ehrungen
- 1986: Bundesverdienstkreuz am Bande
- 1985: Ehrenzeichen des Deutschen Roten Kreuzes